# 12383 Ебосі
12383 Ебосі (12383 Eboshi) — астероїд головного поясу, відкритий 2 жовтня 1994 року.
Тіссеранів параметр щодо Юпітера — 3,200.